# Indywidualny Puchar Polski na Żużlu 1987
Indywidualny Puchar Polski na Żużlu 1987 – zawody żużlowe, mające na celu wyłonienie medalistów indywidualnego Pucharu Polski. 
Podobnie jak w 1987 r., zakończyły się zwycięstwem Wojciecha Żabiałowicza.

## Wyniki
- Gniezno, 20 kwietnia 1987
- Sędzia: Marek Czernecki

| Msc. | Zawodnik                 | Klub           | Pkt |             |  |
| ---- | ------------------------ | -------------- | --- | ----------- |  |
| 1    | Wojciech Żabiałowicz     | Toruń          | 15  | (3,3,3,3,3) |  |
| 2    | Ryszard Dołomisiewicz    | Bydgoszcz      | 14  | (3,3,3,2,3) |  |
| 3    | Roman Jankowski          | Leszno         | 13  | (2,2,3,3,3) |  |
| 4    | Józef Kafel              | Częstochowa    | 10  | (3,2,d,3,2) |  |
| 5    | Janusz Stachyra          | Rzeszów        | 10  | (2,3,2,3,u) |  |
| 6    | Marek Kępa               | Lublin         | 8   | (1,2,2,1,2) |  |
| 7    | Roland Wieczorek         | Opole          | 7   | (0,1,1,2,3) |  |
| 8    | Leon Kujawski            | Gniezno        | 7   | (0,1,3,1,2) |  |
| 9    | Andrzej Huszcza          | Zielona Góra   | 7   | (3,1,2,1,w) |  |
| 10   | Bogusław Nowak           | Tarnów         | 7   | (2,1,2,2,u) |  |
| 11   | Krzysztof Zarzecki       | Świętochłowice | 7   | (1,2,1,2,1) |  |
| 12   | Mirosław Berliński       | Gdańsk         | 5   | (0,3,0,0,2) |  |
| 13   | Jerzy Rembas             | Gorzów Wlkp.   | 4   | (2,0,1,0,1) |  |
| 14   | Bronisław Klimowicz      | Rybnik         | 3   | (1,d,1,1,d) |  |
| 15   | Jacek Brucheiser         | Ostrów Wlkp.   | 3   | (0,0,0,1,2) |  |
| 16   | Krzysztof Kwiatkowski    | Grudziądz      | 0   | (0,0,0,0,0) |  |
|      | rez. Henryk Piekarski    | Wrocław        | ns  |             |  |
|      | rez. Krzysztof Wankowski | Gniezno        | ns  |             |  |
|      | rez. Jacek Gomólski      | Gniezno        | ns  |             |  |